# Краматорська дитяча центральна бібліотека
Краматорська дитяча центральна бібліотека (неофіційна назва — Книжчин дім)  — публічна, культурно-освітня, інформаційна установа. Бібліотека відноситься до системи Міністерство культури та інформаційної політики України. Входить до складу Краматорської централізованої системи публічних бібліотек . Місія бібліотеки — бібліотека надає кожній дитині доступ до книги та інформації для набуття знань, духовного збагачення та виховання гармонійної особистості. Стратегічною метою бібліотеки є перетворення її в сучасний інформаційно-культурний та дозвіллєвий центр для дітей і міської громади.
Розташована за адресою: вул. Паркова, буд.14, м.Краматорськ, Донецька область, 84301.

## Історія
Бібліотеку створено в 1968 році за рішенням сесії Краматорського міськвиконкому як міську бібліотеку для дітей № 4 ім. О. С. Пушкіна. Розташована вона була в приміщенні музичної школи. № 1 по вул. Маяковського. Книжковий фонд налічував 2964 прим. Два бібліотекарі обслуговували 75 читачів.
Через рік бібліотека отримала нове приміщення по вул. Ярослава Мудрого, 38 (колишня XIX Партз'їзду). Велика робота проводилася по формуванню фонду літератури для дітей, освоювались форми і методи роботи з читачами. За ініціативи завідувачки бібліотеки Шморгун Г. Т. проводились читацькі конференції, літературні вечори, ігри.
В 1974 році бібліотека увійшла до складу Централізованої бібліотечної системи міста Краматорська, отримала нове приміщення по вул. Двірцевій, 25 і розпочала виконувати функції Центральної дитячої бібліотеки та методичного центру для інших бібліотек міста, обслуговуючих дітей. Кількість читачів збільшилася до 4089 чол. Фонд бібліотеки — до 24514 прим.
Бібліотеку очолила Двіняніна М. Г. Книгозбірня стала інформаційно-культурним центром і отримала звання «Бібліотека відмінної роботи». З 1984 року бібліотеку очолила Подгорна К. І. Пріоритетними напрямками діяльності стали розвиток книгозбірні, збереження спеціалізованого бібліотечного обслуговування дітей, популяризація найкращих здобутків культури, звичаїв та традицій українського народу, вітчизняної дитячої книжки, організація дозвілля та допомога дітям у навчанні.
У 1997 році бібліотека переїхала у приміщення по вул. Парковій, 14, де знаходиться й зараз.
2014 року бібліотеку очолила Бахман Г. Л.
У липні 2023 р. «з метою позбавлення від раніше присвоєних імен фізичних осіб, що пов'язані з радянським минулим та не слугують національно-патріотичному вихованню української молоді, вилучення з публічного простору міста російської імперської та радянської тоталітарної спадщини», бібліотека була позбавлена імені російського письменника Пушкіна.

## Структура
У бібліотеці діють:
- Відділ обслуговування дошкільників та учнів 1-4 класів;
- Відділ обслуговування учнів 5-9 класів;
- Інтернет-центр.
Обслуговування читачів є основним завданням бібліотеки. В бібліотеці працює 2 абонементи: для дошкільників і дітей молодшого шкільного віку та для дітей середнього і старшого шкільного віку та організаторів дитячого читання.
У двох читальних залах до уваги користувачів багатий вибір енциклопедій, довідників, словників, навчально-пізнавальної та художньої літератури, різноманітні періодичні видання. Бібліотека має власний сайт, блог для підлітків та сторінки в соціальних мережах. Здійснюється електронна доставка документів.

### Інтернет-центр
Автоматизацію бібліотечних процесів у бібліотеці розпочато в 2002 році. У 2003 році в рамках проекту Посольства США в Україні LEAP «Інтернет для читачів публічних бібліотек» у бібліотеці було створено Інтернет-центр, який щорічно обслуговує більше 700 читачів, кількість відвідувань центру становить близько 3 000 чол. Користувачам надається різноманітний спектр послуг, пов'язаних з використанням новітніх комп'ютерних технологій.
У бібліотеці діє власна локальна мережа, створено електронну базу даних «Періодичні видання», електронний каталог на нові книжкові надходження та здійснюється ретроконверсія бібліографічних записів карткового каталогу в електронний. Здійснюється автоматизоване бібліографічно-довідкове обслуговування, автоматизовано облік читачів та статистичних даних.
До послуг відвідувачів — Wi-Fi зона. На базі Інтернет-центру діє вільний простір для підлітків «LOFT», де вони можуть проводити своє дозвілля.

### Інформаційно-культурний центр «Чеська ластівка»
В травні 2016 року на базі бібліотеки, як інформаційно-культурного осередку з популяризації євроінтеграційних знань, було відкрито громадське об'єднання «Чеська ластівка» і відкрито ресурсний центр, метою якого є поширення серед міської громади знань про Чехію як одну з братніх європейських країн, налагодження зв'язки з культурно-освітніми осередками Чехії. При центрі працюють безкоштовні курси чеської мови.
Очолює ГО «Чеська ластівка» п. Елла Верещага. Центр було відкрито за підтримки Чеського Центру у Києві і виключно на волонтерських засадах.

## Фонди
Фонд бібліотеки складає більше 68000 прим. для різних категорій користувачів. Бібліотека налічує велику кількість чеської літератури, як мовою оригіналу, так і в перекладах. Покладено початок формуванню спеціального фонду для слабкозорих шрифтом Брайля. 2018 року проведено рекласифікацію бібліотечного фонду за міжнародною класифікаційною системою УДК.

## Обслуговування
У бібліотеці діють гуртки за інтересами: «Дивосвіт» і «Маленький читайлик». Для батьків та дітей з особливими потребами у бібліотеці створено дистанційний центр інформаційної підтримки «Бібліотека поруч», у якому інформаційні послуги надаються в он-лайн режимі, через програму миттєвого зв'язку Skype. Працює програма вихідного дня «Вікенд з бібліотекою».
Бібліотека приділяє велику увагу розвитку дитячого читання, чому сприяють безліч конкурсів та акцій для дітей, творчі зустрічі з письменниками тощо. Для читачів молодшого шкільного віку діє бібліотечна програма «Малюк у бібліотеці», основна мета якої — створення комплексної системи заходів щодо стимулювання читання у дітей, формування інтересу до читання, розвиток читацької компетентності, виховання любові до рідної мови та літератури, організація цікавого та змістовного дозвілля дітей.
З метою створення умов для кращої соціалізації молоді у суспільстві в бібліотеці працює Центр соціальної адаптації підлітків «Тінейджерські проблеми». Партнерами у роботі є психологи, лікарі, економісти, юристи та інші фахівці. Для молодших користувачів діє програма дитячого розвитку «У бібліотеці все можливо», мета якої — організація комплексного інформаційно-освітнього та культурно-просвітницького обслуговування читачів-дошкільників, дітей молодшого шкільного віку та керівників дитячого читання. Напрямки програми: «Вікенд з бібліотекою», артстудія «Зростаємо щасливими», інтелектуальні ігри, просвітницькі зустрічі з батьками «Школа позитивного батьківства».
Бібліотека бере активну участь в корпоративному проєкті НБУ для дітей «Почитайко», яким передбачено створення антології творів дитячої літератури у друкованому та аудіо форматах.
Завдяки активному партнерству з міськими установами, громадськими організаціями та волонтерами бібліотекою залучаються додаткові ресурси для впровадження креативних ідей, залучення нових користувачів, створення комфортних умов та реалізації інноваційних послуг.

## Режим роботи
Бібліотека обслуговує читачів: З понеділка по п'ятницю — з 9.00 до 18.00 год.,
в неділю з 9.00 до 17.00 год.
Вихідний день — субота.
На період літніх канікул: обслуговування читачів здійснюється з 9.00 до 17.00; вихідні дні — субота, неділя.
Останній четвер місяця — санітарний день. Цього дня користувачі не обслуговуються.